# William Warfield
William Caesar Warfield (West Helena, 22 januari 1920 - Chicago, 25 augustus 2002) was een Amerikaanse musicalvertolker en zangpedagoog.

## Biografie
Warfield had als kind pianoles en studeerde, nadat hij in 1938 het zangconcours van de National Music Educators League had gewonnen, aan de Eastman School of Music. In 1942 werd hij opgeroepen voor het vervullen van zijn militaire dienstplicht en kwam naar aanleiding van zijn talenkennis bij de militaire inlichtingendienst. Vanaf 1946 leidde hij een tourneegroep met de musical Call Me Mister van Harold Romes. 
Hij werkte daarna als pianist en zanger mee in verschillende andere shows, totdat hij in 1950 debuteerde in de New Yorkse Warfield's Down Hall. Het succes leverde hem een uitnodiging op van de Australian Broadcasting Corporation voor een concertreis door Australië. Er volgde zijn eerste optreden in de MGM-productie-verfilming van de musical Show Boat uit 1951, waarin hij de legendarische song Ol' Man River van Paul Robeson zong.
Daarna trad hij op in de opera Porgy and Bess van George Gershwin met Leontyne Price, waarmee hij in 1952 in het huwelijksbootje stapte. In 1958 gingen beiden weer uit elkaar, maar in 1972 werden ze pas gescheiden. Warfield werkte zes concertreizen af in opdracht van het Amerikaanse ministerie van Buitenlandse Zaken. Met Porgy and Bess trad hij op in New York (1961) en Wenen (1965 en 1974). Bovendien toerde hij ook met Duitstalige versies van Show Boat.
Tijdens een Europese tournee van het New York Philharmonic Orchestra onder Leonard Bernstein trad hij op als spreker in A Lincoln Portrait van Aaron Copland. Met het stuk won hij in 1984 een Grammy Award. Op plaatopnamen zong hij met het Philadelphia Orchestra onder Eugene Ormandy partijen uit Händels Messiah en met het New York Philharmonic Orchestra onder Bruno Walter partijen uit Mozarts Requiem. Verder zong hij de eerste voorstelling bij collecties Old American Songs van Aaron Copland (1952 en 1958). In zijn laatste jaren nam hij het jazzalbum Something Within Me op en was hij spreker in Dreamer: A Portrait of Langston Hughes.
Vanaf 1975 onderwees Warfield aan de University of Illinois at Urbana-Champaign en vanaf 1992 aan de Northwestern University in Chicago. Verder was hij lid in het bestuur van de National Association of Negro Musicians en het Schiller Institute. In 1991 publiceerde hij zijn autobiografie My Music & My Life. Hij bleef tot aan zijn overlijden actief als zanger.

## Overlijden
William Warfield overleed in augustus 2002 op 82-jarige leeftijd in zijn woning ten gevolge van een val.
- Biblioteca Nacional de España: XX1275930
- Bibliothèque nationale de France: cb139383026 (data)
- CiNii: DA12298067
- Gemeinsame Normdatei: 119286742
- International Standard Name Identifier: 0000 0000 7357 6562
- Library of Congress Control Number: n82025101
- Nationale Bibliotheek van Letland: 000149060
- MusicBrainz: 262c8c46-6ec0-403e-b41a-74015c3c46d3
- Nationale Bibliotheek van Israël: 987007524241005171
- Nederlandse Thesaurus van Auteursnamen: 108142663
- SNAC: w6zm7j1f
- Système universitaire de documentation: 180698982
- Virtual International Authority File: 44489000
- WorldCat: E39PBJdWMpH9cmJkDRD4wrJkXd